# غريغ غيسبير
غريغ غيسبير (بالإنجليزية: Greg Gisbert)‏ هو عازف جاز أمريكي، ولد في 2 فبراير 1966 في موبيل في الولايات المتحدة.

## وصلات خارجية
- غريغ غيسبير على موقع ميوزك برينز (الإنجليزية)
- غريغ غيسبير على موقع أول ميوزيك (الإنجليزية)
- غريغ غيسبير على موقع ديسكوغز (الإنجليزية)